# Bafutia
Bafutia é um género botânico pertencente à família Asteraceae. Possui apenas uma espécie, Bafutia tenuicaulis.
Pode ser encontrada nos Camarões e na Nigéria, onde ocorre em locais rochosos.
A espécie foi descrita por Charles Dennis Adams e publicada em Kew Bulletin 15: 439, f. 1. 1962.
Trata-se de um género reconhecido pelo sistema de classificação filogenética Angiosperm Phylogeny Website.